# Manuel Vargas
Manuel Alexander Vargas Moreno (ur. 19 stycznia 1991 w mieście Panama) – panamski piłkarz występujący na pozycji defensywnego pomocnika, reprezentant Panamy.

## Kariera klubowa
Vargas jest wychowankiem czołowego klubu w kraju – stołecznego Tauro FC. Do pierwszej drużyny został włączony w wieku dziewiętnastu lat przez szkoleniowca Juana Carlosa Cubillę i w Liga Panameña zadebiutował 3 października 2010 w wygranym 3:1 spotkaniu z Árabe Unido. W swoim premierowym, jesiennym sezonie Apertura 2010 wywalczył tytuł mistrza Panamy, sam był jednak niemal wyłącznie rezerwowym zawodnikiem (pięć występów). W wiosennym sezonie Clausura 2012 zdobył z Tauro kolejne mistrzostwo Panamy, lecz dopiero po tym sukcesie został jednym z ważniejszych graczy ekipy. Pierwszego gola w lidze panamskiej strzelił 18 sierpnia 2013 w przegranej 1:2 konfrontacji z Árabe Unido, zaś w sezonie Apertura 2013 jako ważny gracz w taktyce trenera Rolando Palmy wywalczył swój trzeci tytuł mistrza Panamy.
W lipcu 2014 Vargas został wypożyczony do ówczesnego mistrza Gujany – Alpha United FC. Tam występował przez kolejny rok w amatorskich turniejach regionalnych (wobec braku gujańskiej ligi ogólnokrajowej), ale również był kluczowym graczem ekipy podczas jej historycznego, pierwszego występu w Lidze Mistrzów CONCACAF. W barwach United występował u boku swoich rodaków Aldaira Paredesa i Omara Browne. W późniejszym czasie powrócił do Tauro, z którym w sezonie Clausura 2017 zdobył czwarty tytuł mistrza Panamy – był jednak wówczas głównie rezerwowym w zespole. Bezpośrednio po tym sukcesie odszedł do niżej notowanego Chorrillo FC, z którym w sezonie Apertura 2017 wywalczył kolejne mistrzostwo Panamy. Był jednym z ważniejszych graczy drużyny, występując głównie na pozycji defensywnego pomocnika, ale też środkowego obrońcy, zaś jego dobre występy zaowocowały zainteresowaniem ze strony klubów amerykańskich, kolumbijskich i peruwiańskich.
W styczniu 2018 Vargas przeniósł się do ekipy San Francisco FC.

## Kariera reprezentacyjna
W marcu 2011 Vargas został powołany przez José Alfredo Poyatosa do reprezentacji Panamy U-20 na Mistrzostwa Ameryki Północnej U-20 (uprzednio występował w eliminacjach wstępnych). Na gwatemalskich boiskach rozegrał cztery z pięciu możliwych meczów (z czego wszystkie w wyjściowym składzie), zaś jego kadra uległa w półfinale późniejszemu triumfatorowi – Meksykowi (1:4) i zajęła ostatecznie czwarte miejsce w turnieju. Trzy miesiące później znalazł się w składzie na Mistrzostwa Świata U-20 w Kolumbii. Tam również miał pewne miejsce w składzie i wystąpił we wszystkich trzech spotkaniach od pierwszej minuty, natomiast Panamczycy zakończyli swój udział w młodzieżowym mundialu na fazie grupowej.
W seniorskiej reprezentacji Panamy Vargas zadebiutował za kadencji selekcjonera Hernána Darío Gómeza, 17 lutego 2016 w wygranym 1:0 meczu towarzyskim z Salwadorem.